# Pedro Medina Avendaño
Pedro Medina Avendaño (Cómbita, Boyacá, 17 de septiembre de 1915-Bogotá, 31 de agosto de 2012) fue un poeta y abogado colombiano.
Autor de la letra de los himnos de Bogotá, Boyacá, Cómbita, Sogamoso, de las universidades Gran Colombia, Libre, Central, Colegio Mayor de Cundinamarca y del Partido Liberal Colombiano, entre otros.

## Biografía
Hijo de Pedro Medina Niño y Carmen Avendaño, se casó en 1944 con Sofia Torres Remolina. De su matrimonio tuvieron 5 hijos, Primavera Isabel, Carmen Sofia, Blanca Amelia, Pedro Hernán y Germán Raúl Medina Torres. El Poeta Medina Avendaño estudió bachillerato en el Colegio Salesiano de Tunja, Derecho en la Universidad Nacional de Colombia y especialización en Derecho Penal y Administrativo. Se desempeñó como Juez, Inspector de Policía y representante de la Presidencia de Colombia. 
Es autor de tres libros de poesía y escribió en diversos periódicos. En 2002 recibió la orden civil al mérito "Ciudad de Bogotá". 
Falleció a los 97 años en Bogotá el 31 de agosto de 2012 debido a varias complicaciones de salud.